# Stava (Svezia)
Stava è un'area urbana della Svezia situata nel comune di Österåker, contea di Stoccolma.
La popolazione risultante dal censimento 2010 era di 305 abitanti .